# Austroliotia
Austroliotia is een geslacht van weekdieren uit de klasse van de Gastropoda (slakken).

## Soorten
- Austroliotia australis (Kiener, 1838)
- Austroliotia botanica (Hedley, 1915)
- Austroliotia darwinensis Laseron, 1958
- Austroliotia densilineata (Tate, 1899)
- Austroliotia pulcherrima (Reeve, 1843)
- Austroliotia scalaris (Hedley, 1903)